# Quartet de corda núm. 18 (Mozart)
El Quartet de corda núm. 18 en la major, K. 464, és una composició de Wolfgang Amadeus Mozart acabada el 1785 a Viena. El catàleg autògraf de Mozart mostra la data de composició: «1785/El 10 de gener». És el cinquè dels Quartets Haydn, dedicats a Joseph Haydn. És conegut a vegades com a Quartet «El tambor».

## Anàlisi musical
Consta de quatre moviments:
1. Allegro.
2. Menuetto i Trio.
3. Andante.
4. Allegro non troppo.

La peça sencera es caracteritza per l'ús de diferents recursos contrapuntístics. A Anglaterra, «aquest quartet es coneix com a the Drum (en anglès,"el tambor") perquè la part del violoncel en la variació [Andante] manté un moviment en staccato que fa pensar en el so d'un tambor».
Aquest quartet fou el model per al Quartet de corda en la major, Opus 18 núm. 5 de Ludwig van Beethoven. En la seva biografia de Mozart, titulada Mozart: A Life, el musicòleg Maynard Solomon cita que Beethoven va dir al seu deixeble Carl Czerny que aquesta obra, amb les seves complexes tècniques contrapuntístiques, era la forma de Mozart de dir al món: «Mira el que seria capaç de produir, només si tu estiguessis preparat per una cosa com aquesta».
Fins i tot encara és un dels quartets més extensos de Mozart, presenta una gran economia en l'escriptura. El finale és tan monotemàtic com qualsevol fragment que Haydn hagi escrit, amb tota la part del desenvolupament que deriva de les dues frases inicials. També s'observa el mateix en els altres moviments, amb l'ús d'una quantitat ínfima de material melòdic per les seves seccions de desenvolupament. El minuet (2n moviment), per exemple, es construeix fonamentalment a partir de dos breus motius.